# Vibraye
Vibraye [vibʁɛ] est une commune française, située dans le département de la Sarthe en région Pays de la Loire, peuplée de 2 508 habitants.
La commune fait partie de la province historique du Maine, et se situe dans le Haut-Maine.

## Géographie
La commune est traversée par la Braye, principal affluent du Loir et se trouve dans la région naturelle du Perche.

### Lieux-dits et hameaux
- Le Gué-de-Launay.

### Climat
Pour des articles plus généraux, voir Climat des Pays de la Loire et Climat de la Sarthe.
En 2010, le climat de la commune est de type climat océanique dégradé des plaines du Centre et du Nord, selon une étude du CNRS s'appuyant sur une série de données couvrant la période 1971-2000. En 2020, Météo-France publie une typologie des climats de la France métropolitaine dans laquelle la commune est exposée à un climat océanique altéré et est dans la région climatique  Moyenne vallée de la Loire, caractérisée par une bonne insolation (1 850 h/an) et un été peu pluvieux. 
Pour la période 1971-2000, la température annuelle moyenne est de 10,6 °C, avec une amplitude thermique annuelle de 14,3 °C. Le cumul annuel moyen de précipitations est de 730 mm, avec 11,7 jours de précipitations en janvier et 7,5 jours en juillet. Pour la période 1991-2020, la température moyenne annuelle observée sur la station météorologique de Météo-France la plus proche, sur la commune du Luart à 11 km à vol d'oiseau, est de 12,0 °C et le cumul annuel moyen de précipitations est de 686,4 mm,. Pour l'avenir, les paramètres climatiques de la commune estimés pour 2050 selon différents scénarios d'émission de gaz à effet de serre sont consultables sur un site dédié publié par Météo-France en novembre 2022.

## Urbanisme

### Typologie
Au 1er janvier 2024, Vibraye est catégorisée bourg rural, selon la nouvelle grille communale de densité à sept niveaux définie par l'Insee en 2022.
Elle appartient à l'unité urbaine de Vibraye, une unité urbaine monocommunale constituant une ville isolée,. Par ailleurs la commune fait partie de l'aire d'attraction de La Ferté-Bernard, dont elle est une commune de la couronne,. Cette aire, qui regroupe 37 communes, est catégorisée dans les aires de moins de 50 000 habitants,.

### Occupation des sols
L'occupation des sols de la commune, telle qu'elle ressort de la base de données européenne d’occupation biophysique des sols Corine Land Cover (CLC), est marquée par l'importance des territoires agricoles (55,1 % en 2018), en diminution par rapport à 1990 (57 %). La répartition détaillée en 2018 est la suivante : 
forêts (40,1 %), terres arables (24,6 %), prairies (23,3 %), zones agricoles hétérogènes (7,2 %), zones urbanisées (4,8 %). L'évolution de l’occupation des sols de la commune et de ses infrastructures peut être observée sur les différentes représentations cartographiques du territoire : la carte de Cassini (XVIIIe siècle), la carte d'état-major (1820-1866) et les cartes ou photos aériennes de l'IGN pour la période actuelle (1950 à aujourd'hui).

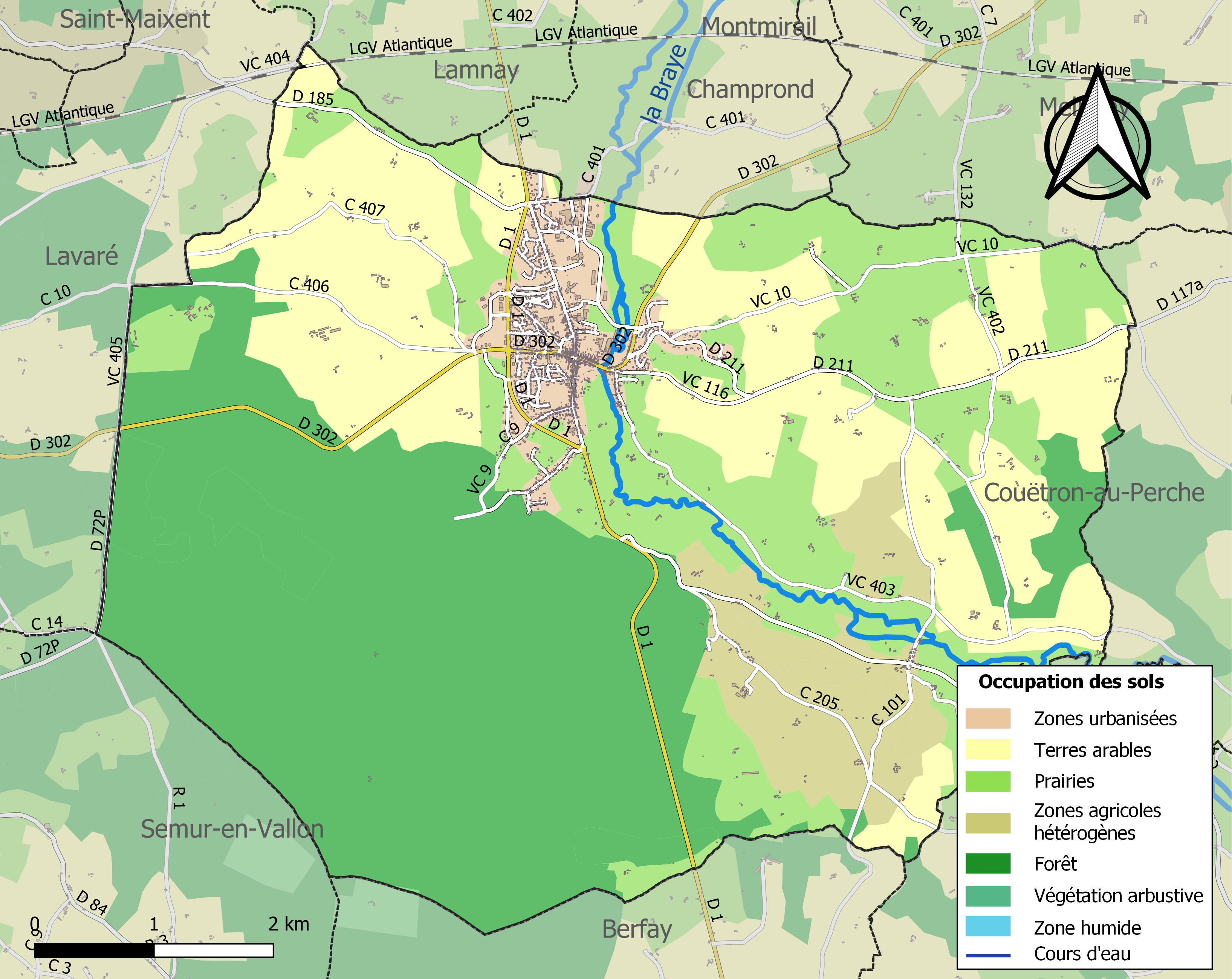
Carte des infrastructures et de l'occupation des sols de la commune en 2018 (CLC).

## Toponymie
L'origine du nom Vibraye viendrait du latin vicus, qui veut dire « bourg » et du nom de la rivière qui y coule, la Braye[réf. nécessaire].
Le gentilé est Vibraysien.

## Histoire
Le village serait apparu au VIe siècle apr. J.-C. sous la forme d’un ermitage créé par saint Avit, la présence du cours d’eau et de la forêt favorisant le peuplement. Une châtellenie se forma dès l’époque féodale, qui passe entre diverses mains pendant le Moyen Âge : les Rotrou, les Parthenay l'Archevêque, les d’Harcourt et les Ferrières (> Branche française), ; mais il faut y ajouter le retour temporaire aux d'Harcourt, avec le mariage en 1457 de Marie de Ferrières — dame de Vibraye, de Tilly et de Thury en partie, arrière-petite-fille de Jean III de Ferrières et Marguerite d'Harcourt (nièce de Jean V d'Harcourt), petite-fille de Charles de Ferrières et Jeanne de/du Neu(f)bourg (une branche des Beaumont-le-Roger), fille de Jean IV de Ferrières et Jeanne de Tilly, sœur enfin de Jean V de Ferrières seigneur de Montfort-le-Rotrou et Guillaume de Ferrières seigneur de Thury en partie et Dangu — avec son cousin éloigné Jacques Ier d'Harcourt, baron de Beaufou et de Beuvron († 1487), arrière-petit-fils de Jean V comte d'Harcourt.
Dans la seconde moitié du XVe siècle ou au début du XVIe siècle, les d'Harcourt de Beuvron cèdent Vibraye à Jacques Ier Hurault (v. 1437-1517) —  conseiller des rois Louis XI, Louis XII et François Ier, baron d'Huriel et seigneur de Cheverny par acquisition, général des Finances, gouverneur et bailli du comté de Blois, père de l'évêque de Carcassonne et d'Autun Jacques Hurault ; grand-père de Jacques II Hurault (vers 1514-† 1588 sans postérité ; aussi seigneur d'Huriel et de Vibraye ) et des frères cadets de ce dernier : Denis Hurault baron d'Huriel († vers 1559 ; auteur de la branche aînée Hurault de Vibraye, par son fils Anne Hurault et son petit-fils Jacques III ci-dessous), et le chancelier Philippe Hurault de Cheverny (1528-1599 ; comte de Cheverny en 1577 ; époux d'Anne de Thou, d'où la branche cadette Hurault de Cheverny, éteinte dans les mâles en 1648 avec leur fils Henri Hurault).
Vibraye devient un marquisat en avril 1625 pour Jacques III Hurault, baron d’Huriel, marié en 1613 à Anne de Vassé — fille de Lancelot Gro(i)gnet de Vassé († 1628), et de Françoise de Gondi de Retz († 1627), fille aînée du maréchal Albert et tante du cardinal de Retz ; Anne était la sœur de Marguerite de Vassé, la belle-mère de Mme de Sévigné. Un descendant, Anne-Denis-Victor Hurault, 7e marquis de Vibraye (1767-1843), lié à Charles X, pair de France ultra, racheta le château de Cheverny en 1825, faisant revenir cette demeure illustre dans la famille Hurault qu'elle avait quittée en 1755.
Le château construit au centre même du village de Vibraye fut détruit durant la Révolution française.
Dans ce qui restait de la cour du château, un manoir fut bâti en 1879 avec une ferme. Celui-ci fut donné à la municipalité durant les années 1980 après la mort de son propriétaire, Gabriel Goussault. Un collège fut construit à son emplacement et la rue, anciennement appelée rue du Château, fut renommée rue Gabriel-Goussault, tout comme le collège. Un château fut également construit dans la forêt de Vibraye en 1876 par René Hurault, comte de Vibraye (1842-1907).  Le château s'appelle la Justice en raison de son emplacement sur un lieu où l'on jugeait et châtiait les malfaiteurs.
Jusqu'au XXe siècle l’économie s’y est développée autour de l’exploitation de la forêt et des minerais de fer, comme en témoignent les forges de Cormorin à Champrond ou le gouffre de Maintenon.
L'activité ferroviaire s'y développa aussi durant le XIXe siècle, Vibraye étant sur la ligne Thorigné-sur-Dué - Courtalain. Cette ligne s'estompa vers la fin du XXe siècle, faute de rentabilité.
Le 13 avril 1814, Vibraye vécut une véritable tragédie, un incendie ravageur parti d'une usine de bougie mettra en cendre la moitié du village. Après cet évènement, le village sera le premier de Sarthe à disposer d'une équipe de pompier, notamment avec du matériel nouveau comme la pompe à incendie.

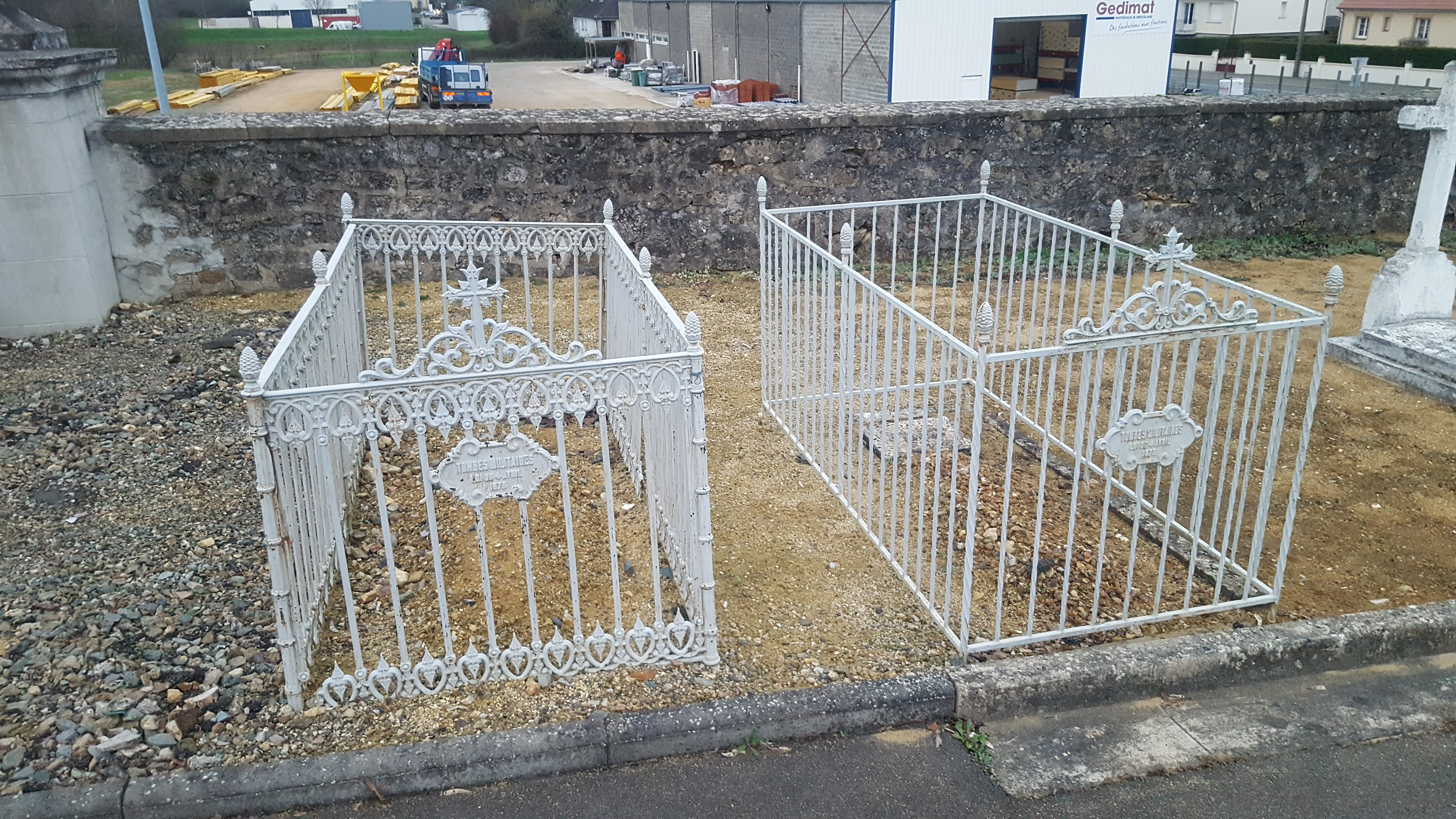
Tombe française à gauche et tombe prussienne à droite.

Au cours de la guerre franco-prussienne, le 8 janvier 1871, s'engage un combat entre des unités du général Henri de Cathelineau et des troupes du général Von Rauch. En effet, depuis le mois de novembre, la ville est traversée par des troupes françaises et prussiennes (composées d'éclaireurs) qui se ravitaillent auprès des habitants.
Les troupes de Cathelineau arrivées le 28 décembre s'installent d'abord à Vibraye, puis poussent jusqu'à Montmirail où elles effectueront une embuscade dans la forêt proche le 30. Malheureusement, les Allemands ayant pris Saint-Calais et arrivant de Chartres, le général Cathelineau se replie sur Vibraye où il place ses hommes au niveau du pont (rue de la Rivière), au niveau de la ferme Marché Crevé ainsi qu'au niveau de la route de Saint-Calais (Borde aux Lièvres). Le combat fait état d'une dizaine de tués et d'une trentaine de prisonniers ou blessés chez les Français contre quelques blessés ou tués chez les Prussiens. C'est un des derniers accrochages avant la bataille du Mans.
Durant la Seconde Guerre mondiale, le 21 mai 1944, un avion américain P-47D Thunderbolt de la 9th USAAF s'écrase en bordure de la ville (au lieu-dit "le Garant") après avoir été perdu de vue non loin de Nogent-le-Rotrou. Son pilote, Malcolm Alexander Smith, âgé de 26 ans, capitaine au 395th Fighter Squadron de l’US Air Force, est tué sur le coup.
Le 6 juillet 1944, à 15 h 30, un groupe de six résistants du réseau Alcide Albin prend en embuscade un convoi allemand sur la route Connerré-Châteaudun, au carrefour Saint-Hubert, à l'orée de la forêt de Vibraye. Cette attaque fait cinq morts côté allemand dont un général (selon les dires de l'époque). La résistance sarthoise est alors connue dans la région de Vibraye depuis 1941. Quelques semaines plus tard le village devient le siège de la 9e Panzerdivision qui stationne durant trois semaines sur la route dite "chemin de César", à la sortie est de la ville, avant de repartir pour le nord de la Sarthe début août 1944 dans le but de couper l'avancée franco-américaine vers Mamers/Alençon.

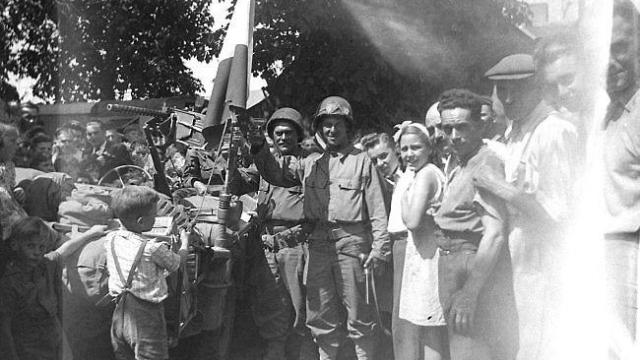
Une des rares images prises lors de la libération de Vibraye, le vendredi 11 août 1944, place du Marché aux Veaux.

Un véhicule de reconnaissance du 106th US Cavalry Group (sûrement une M8 Greyhound) s'aventure jusqu'au niveau du cimetière de Vibraye au soir du 9 août, mais, entrant en contact avec les nombreux Allemands encore en ville, il fait demi-tour. La ville n'est finalement libérée que le 11 août, par le 43rd Cavalry Group de la 3rd Army arrivé par la route de Saint-Calais, les Américains ayant évité l’entrée principale, route du Mans, par crainte de tomber sur une importante concentration de troupes ennemies. Par chance, les Allemands avaient déjà quitté la ville durant la nuit du 9 ainsi que la journée du 10. Il n’y a donc aucun combat. À noter qu’un camion allemand sera détruit tout de même lors du passage à guet lors de la retraite par une grenade jetée depuis le pont (aucune information sur l’état des occupants), ainsi que la mort d’un enfant renversé par un GMC les jours suivant. La ville fait partie des derniers bourgs de Sarthe libérés.

## Politique et administration

### Liste des maires
| Période                                  | Période                | Identité                        | Étiquette                | Qualité                                                                                          |
| ---------------------------------------- | ---------------------- | ------------------------------- | ------------------------ | ------------------------------------------------------------------------------------------------ |
| Les données manquantes sont à compléter. |                        |                                 |                          |                                                                                                  |
| 1830                                     | 1851                   | Francois Duval (1796-1867)      |                          |                                                                                                  |
| 1851                                     | 1852                   | Julien Brule                    |                          |                                                                                                  |
| 1852                                     | 1859 (décès)           | Amédée Dessommes (1794-1859)    |                          | Chrirurgien                                                                                      |
| 1860                                     | 1865                   | Julien Lottin                   |                          | Notaire Conseiller général de Vibraye (1861 → 1870)                                              |
| 1865                                     | 1870                   | Arthur Quetin                   |                          |                                                                                                  |
| 1870                                     | 1878                   | Julien Lottin                   |                          | Notaire                                                                                          |
| 1878                                     | 1882                   | Louis Gaudry                    |                          |                                                                                                  |
| 1882                                     | 1886                   | Alphonse Pierre Fleury          |                          | Pharmacien                                                                                       |
| 1886                                     | mai 1900               | Auguste Ranssilliat (1844-1913) | Républicain Conservateur | Négociant au Mans, président du tribunal de commerce Conseiller général de Vibraye (1889 → 1907) |
| mai 1900                                 | mai 1904               | Maurice Cacaud                  | Républicain              | Docteur en médecine Conseiller général de Vibraye (1907 → 1911)                                  |
| mai 1904                                 | mai 1908               | Léon Lory                       |                          |                                                                                                  |
| mai 1908                                 | 1917                   | Louis Cheminais                 | Républicain              | Négociant Conseiller général de Vibraye (1912 → 1919)                                            |
| 1919                                     | mai 1925               | Auguste Brillard                |                          | Hôtelier                                                                                         |
| mai 1925                                 | avril 1947 (démission) | Aristide Gasnier (1872-1959)    |                          | Épicier Juste parmi les nations                                                                  |
| avril 1947                               | 1947                   | Émile Champeil                  |                          |                                                                                                  |
| 1947                                     | 1967                   | Raymond Henry                   | Rad.                     | Commerçant                                                                                       |
| 1967                                     | mars 1971              | Roger Coulon                    |                          |                                                                                                  |
| mars 1971                                | mars 1977              | Jean Auclair                    |                          | Expert forestier, ancien adjoint au maire                                                        |
| mars 1977                                | mars 1983              | Pierre Hervé                    | DVG                      | Professeur d'histoire-géographie en collège Conseiller général de Vibraye (1976 → 1982)          |
| mars 1983                                | mars 1989              | Gustave Davoust                 |                          |                                                                                                  |
| mars 1989                                | juin 1995              | André Leprêtre                  |                          | Chef d'entreprise de Vibraménal (métallerie), chef d'harmonie de Vibraye                         |
| juin 1995                                | mars 2014              | Jacky Breton                    | PS                       | Professeur de mathématiques Conseiller général de Vibraye (2008 → 2015)                          |
| mars 2014                                | mars 2020              | Jean-Marc Blot                  | DVG                      | Retraité de l'Éducation nationale                                                                |
| mars 2020                                | En cours               | Dominique Flament               | DVG                      | Gendarme retraité                                                                                |

### Jumelages
- Wagenfeld (Allemagne).

## Population et société

### Démographie
L'évolution du nombre d'habitants est connue à travers les recensements de la population effectués dans la commune depuis 1793. Pour les communes de moins de 10 000 habitants, une enquête de recensement portant sur toute la population est réalisée tous les cinq ans, les populations de référence des années intermédiaires étant quant à elles estimées par interpolation ou extrapolation. Pour la commune, le premier recensement exhaustif entrant dans le cadre du nouveau dispositif a été réalisé en 2008.
En 2022, la commune comptait 2 508 habitants, en évolution de −2,64 % par rapport à 2016 (Sarthe : −0,25 %, France hors Mayotte : +2,11 %).
| 1793  | 1800  | 1806  | 1821  | 1831  | 1836  | 1841  | 1846  | 1851  |
| ----- | ----- | ----- | ----- | ----- | ----- | ----- | ----- | ----- |
| 1 954 | 2 026 | 1 984 | 2 538 | 3 037 | 3 018 | 3 094 | 3 081 | 3 005 |

| 1856  | 1861  | 1866  | 1872  | 1876  | 1881  | 1886  | 1891  | 1896  |
| ----- | ----- | ----- | ----- | ----- | ----- | ----- | ----- | ----- |
| 2 919 | 2 939 | 2 987 | 2 918 | 2 991 | 2 838 | 2 918 | 2 957 | 3 028 |

| 1901  | 1906  | 1911  | 1921  | 1926  | 1931  | 1936  | 1946  | 1954  |
| ----- | ----- | ----- | ----- | ----- | ----- | ----- | ----- | ----- |
| 2 967 | 2 919 | 2 906 | 2 526 | 2 465 | 2 381 | 2 307 | 2 262 | 2 013 |

| 1962  | 1968  | 1975  | 1982  | 1990  | 1999  | 2006  | 2008  | 2013  |
| ----- | ----- | ----- | ----- | ----- | ----- | ----- | ----- | ----- |
| 2 074 | 2 296 | 2 391 | 2 591 | 2 609 | 2 587 | 2 625 | 2 638 | 2 600 |

| 2018  | 2022  | - | - | - | - | - | - | - |
| ----- | ----- | - | - | - | - | - | - | - |
| 2 531 | 2 508 | - | - | - | - | - | - | - |

### Manifestations culturelles et festivités
Le dimanche de Pentecôte à Vibraye est le jour du corso fleuri. Depuis 1947 les Vibraysiens animent une fois par an les rues de leur commune sarthoise au rythme d'une « chevauchée » devenue dans les années 1950 le corso fleuri de Pentecôte. Il est aujourd'hui de renommée européenne[réf. nécessaire].
À la fin du mois de juin les Vibraysiens organisent une course de voitures à pédales. La première course fut lancée en 2011 grâce aux commerçants de la ville. Cette animation attire de plus en plus de monde chaque année.
Divers événements ont lieu dans l'année, comme des marchés (nocturne, de Noël), des commémorations (11-Novembre et 8-Mai, libération de la ville en 1944, l'incendie de 1814), des tournois sportifs.
Avec la pandémie mondiale de coronavirus, tous les évènements de l'année 2020 ont été annulés.

### Sports et loisirs
L'Union Sportive Vibraysienne fait évoluer une équipe de football en ligue des Pays de la Loire et deux autres en divisions de district.

## Culture locale et patrimoine

### Lieux et monuments
- Ruines de l'abbaye Saint-Laurent du Gué-de-Launay (1132). Elle est fondée au milieu du XIIe siècle au Gué-de-l'Aune puis transférée sur la rive droite de la Braye avant 1208. L'abbaye s'implante grâce à la famille de Rotrou et d'autres donateurs. Il ne reste aujourd'hui que les bases des deux tours d'entrée et quelques murs de l'abbaye.
- Église Saint-Jean-Baptiste. À l'intérieur se trouvent un christ en croix du XVIIe siècle et un vitrail de 1937 représentant l'annonciation et la naissance du Christ réalisé par le maître verrier Bordereau.
- Le presbytère jouxtant l'église Saint-Jean-Baptiste, construit à la même époque.
- Château de la Justice, construit en 1876 en forêt de Vibraye et propriété de la Maison d'Harcourt[28].
- Manoir construit à l'emplacement de l'ancien château en 1879.
- Chapelle Sainte-Anne datant du début du XVIIe siècle.
- Monument aux morts, place de l'église.
- Monument en mémoire de Malcolm A. Smith dans le lotissement du même nom et au "Garant".
- Ancien relais "Chapeau Rouge" datant du XVIIIe siècle.
- Mairie datant du XIXe siècle.

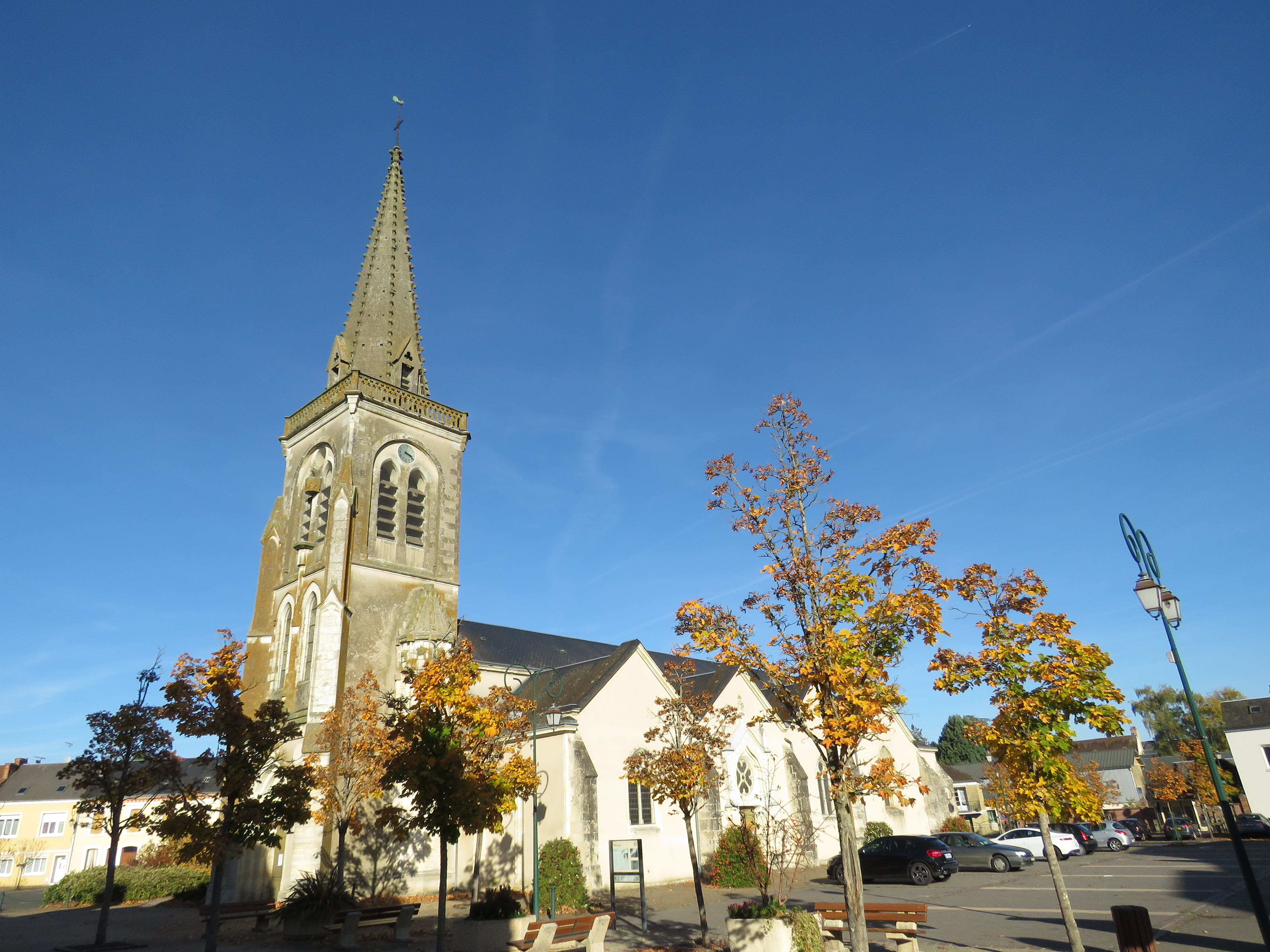
L'église Saint-Jean-Baptiste.

### Personnalités liées à la commune
Bruno Lochet est originaire de Vibraye, ses parents y ont vécu jusqu’à maintenant[réf. nécessaire].
La famille Hurault de Vibraye, propriétaire du château de Cheverny depuis le XVIe siècle, est originaire de la ville (dont Paul Hurault de Vibraye (1809-1878), préhistorien).
La maison d'Harcourt a hérité du château de la Justice et de la forêt de Vibraye. La comtesse Marie-Solange d'Harcourt fut notamment conseillère générale du canton de Vibraye de 1982 à 2008.

### Héraldique
| Blason de Vibraye. | Les armes de la commune de Vibraye se blasonnent ainsi : D'azur au vilebrequin d'or. |